# Inta Klimovica
Inta Klimovica (Unión Soviética, 14 de diciembre de 1951) es una atleta soviética retirada, especializada en la prueba de 4x400 m en la que llegó a ser medallista de bronce olímpica en 1976.

## Carrera deportiva
En el Campeonato Europeo de Atletismo en Pista Cubierta de 1975 ganó la medalla de bronce en los 400 metros, con un tiempo de 53.91 segundos, tras la británica Verona Elder y la soviética Nadezhda Ilyina.
Al año siguiente, en los JJ. OO. de Montreal 1976 ganó la medalla de bronce en los relevos 4x400 metros, con un tiempo de 3:24.24 segundos, llegando a meta tras Alemania del Este y Estados Unidos, siendo sus compañeras de equipo: Lyudmila Aksyonova, Natalya Sokolova y Nadezhda Ilyina.